# Slovenski parlament
Slovenski parlament (slovenski: Državni zbor Republike Slovenije) je najviše zakonodavno tijelo te države. Ima dva doma: državni savjet (22 člana) i državni zbor (90 članova).
Parlamentarni izbori održavaju se svake četiri godine.